# 1470
1470. је била проста година.

## Догађаји

### Октобар
- 2. октобар — Побуна коју је организовао Ричард Невил, гроф од Ворика, је натерала краља Едварда IV да побегне у Низоземску, а Хенри VI је враћен на престо.

## Рођења

### Април
- 10. октобар — Селим I, турски султан